# Armadillidium nitidulus
Armadillidium nitidulus är en kräftdjursart som beskrevs av Walter E. Collinge 1915. Armadillidium nitidulus ingår i släktet Armadillidium och familjen klotgråsuggor. Inga underarter finns listade i Catalogue of Life.